# Zlatarița
Zlatarița  (în bulgară Златарица) este un oraș în partea central-nordică a Bulgariei. Apartine de  Obștina Zlatarița, Regiunea Veliko Târnovo.

## Demografie
Componența etnică a orașului Zlatarița
     Turci (2,25%)
     Nicio identificare (16,03%)
     Bulgari (76,22%)
     Romi (3,36%)
     Altele (2,11%)
La recensământul din 2011, populația orașului Zlatarița era de 2.170 locuitori. Din punct de vedere etnic, majoritatea locuitorilor (76,22%) erau bulgari, existând și minorități de romi (3,36%) și turci (2,25%). Pentru 16,03% din locuitori nu este cunoscută apartenența etnică.